# Piper hillianum
Piper hillianum är en pepparväxtart som beskrevs av C. Dc.. Piper hillianum ingår i släktet Piper och familjen pepparväxter. Inga underarter finns listade i Catalogue of Life.